# カワゴカイ属
カワゴカイ属（カワゴカイぞく、学名：Hediste）は、サシバゴカイ目ゴカイ科の属の1つである。

## 種
カワゴカイ属には、以下の種が確認されている。
- Hediste astae Teixeira, Ravara, Langeneck & Bakken, 2022
- ヒメヤマトカワゴカイ H. atoka Sato & Nakashima, 2003
- ヤマトカワゴカイ H. diadroma Sato & Nakashima, 2003
- セイヨウカワゴカイ H. diversicolor (O.F.Müller, 1776)
- アリアケカワゴカイ H. japonica (Izuka, 1908)
- タンスイカワゴカイ H. limnicola (Johnson, 1903)
- H. pontii Teixeira, Ravara, Langeneck & Bakken, 2022
- H. rabatensis (Mohammad, 1989)

ヒメヤマトカワゴカイ、ヤマトカワゴカイ、アリアケカワゴカイの3種は、かつてゴカイ（学名：H. japonica）という単一の種として考えられていたが、近縁な複数の種の集合体であることが明らかになり、3種に分割された。